# Broumov (powiat Tachov)
Broumov – gmina w Czechach, w powiecie Tachov, w kraju pilzneńskim. Według danych z dnia 1 stycznia 2013 liczyła 110 mieszkańców.